# Tove Lo
Ebba Tove Elsa Nilsson (Estocolmo, 29 de outubro de 1987), mais conhecida como Tove Lo, é uma cantora e compositora sueca. Ela ficou mundialmente conhecida com o single "Habits", após o lançamento do remix 'Habits (Stay High)', feito pela dupla de produtores de hip-hop Hippie Sabotage.
Antes do sucesso de Habits, Lo formou uma banda sueca chamada "Tremblebee", em 2006. Porém a banda se desfez e ela decidiu seguir carreira de compositora, e acabou ganhando um contrato de divulgação da Warner/Chappell Music em 2011. Trabalhando com os produtores Alexander Kronlund, Max Martin, e Xenomania, ela acabou se tornando uma compositora bem sucedida, gravando e lançando por conta própria suas composições. Em 2014, Tove foi apresentada ao grupo de compositores Wolf Cousins, que lhe ofereceram um contrato de gravação. Ela assinou com a gravadora Island e Polydor Records no Reino Unido.
Tove ficou famosa com o lançamento do seu primeiro álbum de estúdio intitulado Queen of the Clouds, que estreiou na 14ª posição nos Estados Unidos, e que entrou para a Billboard 200 em Outubro de 2014.  Um dos principais singles do álbum, "Habits (Stay High)", atingiu o terceiro lugar no Billboard Hot 100 dos EUA.
Além de seu trabalho solo, Tove co-escreveu uma série de canções para outros cantores, incluindo "Sparks" de Hilary Duff e "Love Me Like You Do" de Ellie Goulding, canção que garantiu sua primeira indicação ao Grammy Awards no 58º Grammy Awards . Lo também já colaborou com Coldplay, Flume, Alesso, Nick Jonas, Adam Lambert, Years & Years, Seven Lions, Broods, Lucas Nord, Urban Cone, Wiz Khalifa, The Saturdays, Icona Pop e Cher Lloyd.
Considerada "exportação pop mais sombra da Suécia" pela Rolling Stone, Tove Lo é conhecida por sua influência do grunge na música pop. O conteúdo caracteristicamente honesto, complexo e autobiográfico de suas músicas, a levou a ser apelidada de "a menina mais triste da Suécia", por uma série de fontes da mídia.

## Biografia
Ebba Tove Elsa Nilsson nasceu em 29 de outubro de 1987 em Estocolmo, Suécia. Sua mãe é uma psicóloga e seu pai é um empresário. Ela possui um irmão mais velho chamado Leo. Aos três anos de idade, a madrinha de Tove lhe deu o apelido "Lo", após Nilson ter visto um lince chamado "Tove" em um zoológico ("Lo" significa lince em sueco).  Esse se tornou então seu apelido, e mais tarde, seu nome artístico. Lo cresceu no distrito afluente de Djursholm, município de Danderyd, no norte de Estocolmo. Ela descreve sua infância como "bem protegida" e sua família como "bem fina". Tove obteve boas notas na escola e gostava de literatura, escrevendo poesia e contos. Em uma entrevista para a BBC, ela explicou, "por crescer tão segura, eu acho que estava procurando por algo a mais".
Tove desenvolveu então seu amor pela música, formando uma banda feminina com suas amigas. Com a banda, ela escreveu sua primeira música, aos 10 anos de idade. Aos 15, Lo havia escrito uma série de músicas que "ninguém nunca viu" e se apresentou duas vezes no palco, antes de se matricular na Rytmus Musikergymnasiet, uma escola de música em Estocolmo. Durante seu tempo na Rytmus, Lo desenvolveu uma amizade com Caroline Hjelt, que mais tarde formou o duo sueco Icona Pop. Depois de dois anos, Tove se formou, e indo contra a vontade de seus pais, decidiu seguir carreira na música.
Em 2017, em entrevista à revista LGBT "Out", Tove se declarou bissexual, dizendo que se vê como bissexual, mas que nunca teve um relacionamento com uma mulher, esclarecendo uma entrevista anterior, onde ela havia dito que era uma "lésbica por hobby". Em uma entrevista à revista "Attitude" em janeiro de 2017, Lo se referiu à sua própria sexualidade em termos não binários: "ser aberto e possuir minha sexualidade em ambos os sentidos - tanto com homens como mulheres - acho que isso nunca foi um grande problema", ela diz, acrescentando ter tido muita sorte por ter crescido em um país liberal.

## Carreira

### 2006–2012: Início de carreira e colaborações
Em 2006, Tove começou a escrever músicas com Christian Bjerring, um guitarrista da escola Rytmus. Mais tarde, os dois formaram a banda de rock, Tremblebee, junto com mais três estudantes da escola: Johan Yrefors, Tom Olovsson e Olle Markensten. A banda tocou por alguns anos em vários bares da Suécia, e gravaram e lançaram por conta própria, algumas músicas autorais. Durante seu tempo na banda, Tove desenvolveu uma paixão por se apresentar no palco, mas a banda se separou e ela então, mudou seu foco do rock para o pop. Lo decidiu focar-se em suas músicas, passando seis meses em um studio improvisado dentro de um galpão, produzindo demos de suas músicas, enquanto cantava ao vivo como meio de obtenção de renda. Ela também aprendeu a tocar bateria e adquiriu conhecimento em gravação, programação e produção musical. Mais tarde Tove passou um tempo morando com o duo Icona Pop em um subúrbio perto de Estocolmo.
Depois de um tempo, durante uma festa de celebração do primeiro contrato de gravação do duo Icona Pop, Tove Lo conheceu um intermediador de artistas com gravadoras (A&R), para quem ela entregou uma demo. O intermediador gostou da demo e em seguida a introduziu para a dupla de produtores suecos, The Struts. Em 2011, Tove decidiu seguir carreira em composição musical, ganhando um contrato de divulgação com a Warner/Chappell Music. Essa nova carreira, a fez viajar para Los Angeles, e trabalhar com o produtor sueco Max Martin. Em 2012, ela fez uma colaboração com o time de produtores britânico, Xenomania e o produtor sueco Alexander Kronlund, co-escrevendo a música "Something New" da banda Girls Aloud e "We Got The World", de Icona Pop.
Tove decidiu então que seguiria uma "carreira artística indie" secundária, gravando suas composições mais pessoais, e as lançando por conta própria. Ela lançou seu primeiro single, Love Ballad, em Outubro de 2012. Lo participou também do single Run On Love, do DJ e produtor sueco, Lucas Nord. Durante o ano de 2013, Tove foi orientada por Max Martin e seu amigo produtor sueco, Shellback.

### 2012–2015:Queen Of The Clouds
Lançou em 2012 sua canção de estreia Love Ballad, em seguida no ano de 2013 lançou a faixa Habits o que lhe rendeu um contrato com a Universal Music. Na continuação de Habits lançou Out of Mind que surgiu no seu primeiro EP Truth Serum lançado em 3 de março de 2014 . Faixas como Habits fizeram enorme sucesso em diversos países como, Dinamarca, Noruega, Países Baixos, Nova Zelândia e Austrália. Em 8 de novembro de 2014, Habits atingiu sua posição máxima no Hot 100 da Billboard, ficando em terceiro lugar e permanecendo 39 semanas no chart. Tove Lo fez seu primeiro show nos EUA em 10 de março de 2014 no Shameless SXSW e seu primeiro show no Reino Unido no The Nottinghill Arts Club, em 2 de abril de 2014. Em 24 de setembro de 2014, pela Island Records, lançou seu álbum de estréia intitulado Queen of the Clouds, com 17 faixas.

### 2016– 2017:Lady Wood
Numa entrevista durante a edição de entrega de prêmios Billboard Music Awards de 2016, Lo confirmou que ela tinha terminado de gravar seu segundo álbum de estúdio "mais sombrio e sonhador".
Para promover seu segundo álbum de studio, Lo fez a abertura de 18 shows da banda Maroon 5 , em uma turnê pelos Estados Unidos.
Em 4 de agosto de 2016, Lo lançou o single principal de seu segundo álbum, intitulado "Cool Girl". No dia seguinte, foi revelado que o título de seu próximo álbum seria Lady Wood, e sua data de lançamento foi anunciada como 28 de outubro de 2016.
Cinco dias antes do lançamento do álbum, Tove anunciou uma próxima turnê solo europeia, sul-americana e norte-americana, que levou a cantora em trinta cidades dos três continentes para promover o Lady Wood.
Em fevereiro de 2017, Lo apareceu na trilha sonora do filme Cinquenta Tons Mais Escuros com a música, "Lies in the Dark". Em 16 de fevereiro de 2017, Tove anunciou que abriria os shows de junho a outubro de 2017 em toda a Europa, Estados Unidos e Canadá da turnê A Head Full of Dreams da banda britânica Coldplay.

### 2016–2018:Blue Lips[Lady Wood Phase II]
Em 7 de setembro de 2017, Nilson lançou o single Disco Tits, single de avanço do seu terceiro álbum de estúdio, Blue Lips, sequência de Lady Wood (2016). A música alcançou a primeira posição no chart de Dance Club Songs da Billboard.
O álbum é a segunda fase e a conclusão de um álbum duplo, que começou com a primeira fase Lady Wood.  Na noite de lançamento do álbum, Tove sediou uma festa de lançamento com um show na Elsewhere, em Brooklyn, New York.
O desempenho do álbum em 24 horas após seu lançamento foi boa, fazendo até com que críticos da Vulture considerassem Blue Lips como sendo o melhor da carreira de Tove Lo. O álbum ficou no top 10 do Itunes Store no Brasil, Canadá, EUA, Suécia e Europa. Blue Lips também atingiu a primeira posição na categoria de álbuns alternativos da Itunes Store.

### 2019–2021:Sunshine Kitty
Em 31 de maio de 2019, Lo anunciou seu quarto álbum de estúdio Sunshine Kitty, juntamente com o primeiro single do projeto intitulado Glad He's Gone. O vídeo para a música - foi lançado em 17 de junho de 2019 - foi indicado ao Grammy Award de 2020 na categoria Grammy Award para Best Music Video.
No dia 2 de agosto de 2019, o segundo single, Bad as the Boys com a participação da cantora finlandesa Alma foi lançado. O terceiro single do álbum, Jacques (canção) é uma colaboração com o DJ britânico Jax Jones foi lançado no dia 28 de agosto de 2019.
Lo lançou o quarto single do álbum com a australiana Kylie Minogue, intitulado Really Don't Like U em 6 de setembro e o último single, Sweettalk My Heart, no dia 18 do mesmo mês.
O álbum foi lançado no dia 20 de setembro de 2019 e estreiou em 61º lugar na parada norte-americana Billboard 200 e em 59º lugar no UK Albums Chart. O álbum contém parcerias com Alma, Zaac, Kylie Minogue, Jax Jones e Doja Cat.
Logo após lançamento do álbum, Tove anunciou sua turnê mundial, a qual se iniciou em fevereiro de 2020 na América do Norte e devido a pandemia do coronavírus, em março a turnê foi cancelada.

### 2022–presente:Dirt Femme
No dia 26 de janeiro de 2022, Tove Lo lançou o single How Long (canção de Tove Lo) para a segunda temporada da série Euphoria (série de televisão).
Em 3 de maio de 2022, Lo lançou o primeiro single de seu quinto álbum de estúdio Dirt Femme, chamado No One Dies from Love. No mesmo mês, a cantora sueca anunciou que irá continuar sua carreira como artista independente, sendo assim, criou sua própria gravadora “Pretty Swede Records”. No mês seguinte, 21 de junho, o segundo single chamado True Romance (canção de Tove Lo) foi lançado, juntamente com uma cena de Tove andando de noite no deserto segurando um martelo.
Em 27 de julho de 2022, Tove Lo lançou o terceiro single para o seu novo projeto, 2 Die 4. A música foi lançada junto com uma cena de Lo caminhando no deserto. O vídeo oficial foi lançado apenas em 30 de agosto de 2022. No dia 12 de outubro de 2022, Tove lançou o quarto single do álbum intitulado Grapefruit, juntamente com o vídeo oficial.
O álbum foi lançado no dia 14 de outubro de 2022 e teve a pontuação 77/100 no Metacritic. Além disso, o álbum estreiou na posição de 153 na Billboard 200 e na 11ª no Swedish Albums Chart. O disco tem no total de 12 faixas incluindo How Long (canção de Tove Lo) e participações do duo sueco First Aid Kit, do produtor SG Lewis e do rapper Channel Tres.

## Características artísticas

### Estilo musical
Críticos de música descreveram as músicas de Tove Lo, como extraídas dos sub gêneros do pop: o synthpop e pop alternativo. Sasha Frere-Jones do jornal The New Yorker, descreveu o som de Tove como "no momento: simples, sobressalente, eletrônico e indiferente". O estilo musical de Lo, é frequentemente descrito como sombrio, idiossincrático e cru. A revista Rolling Stone a considerou a "mais escura exportação de pop da Suécia". Peter Robinson escreveu: "como vocalista ela insinua euforia e melancolia em igual medida". Tove Lo afirmou que seus vocais são predominantemente gravados a partir das três primeiras tomadas de suas demos para melhor transmitir suas emoções. Sua música utiliza uma mistura dinâmica proeminente de baterias, versos calmos e refrãos estrondosos, inspirados no modelo da música grunge. Lo possui um alcance vocal lírico soprano leve.

### Composição musical
Descrita como "a artista pop mais brutalmente honesta do mundo" por Alex Panisch da revista Out, Tove utiliza a composição como um meio de terapia para assuntos sobre os quais ela evita falar. Seu conteúdo lírico é primeiramente autobiográfico, e é na maioria das vezes baseado em erros, amor, sexo e relações amorosas fracassadas, com suas letras caracteristicamente diretas, sinceras e complexas. De acordo com Tim Jonze do jornal The Guardian , a 'casa musical' de Tove é procurar "o lado mais desorientado do amor". Nomeada como a "garota mais triste da Suécia", Lo admite que suas letras são predominantemente tristes porque ela é "inútil" para escrever músicas com tom feliz.

O EP de estréia, Truth Serum, documentou um de seus relacionamentos fracassados na ordem como ele ocorreu. O álbum de estréia de estúdio, Queen of the Clouds, serviu como um álbum conceitual, que percorreu os estágios dos relacionamentos de Lo, dividindo-o em três seções processuais: "The Sex", "The Love" e "The Pain". Jason Lipshutz, da Billboard, descreveu o álbum como "intensamente honesto" e "propositalmente sem censura". As letras de Tove também têm sido notadas por frequentemente conterem profanação e metáforas de drogas. Em uma entrevista com Coup De Main, Lo explicou seu processo de composição:
"Às vezes ele (o processo) começa com uma ideia de letra aleatória que acaba definindo o tom da música inteira. Acordes e sons construídos a partir da letra e do ritmo, é meio que isso. Às vezes é um trecho pelo qual me apaixono... Mas escrevo minhas próprias músicas, raramente as escrevo em faixas. Então, é mais ou menos sempre 'a história' primeiro. Em seguida, eu adiciono alguns acordes e melodia no meu piano, ou faço uma produção mínima para deixar o som certinho."

### Influências
Tove Lo cresceu idolatrando Courtney Love, inspirada pela cultura grunge e as letras polarizantes da música de Courtney e sua banda, Hole. Lo também ficou fascinada com o relacionamento amoroso de Courtney com Kurt Cobain, bem como a crueza e honestidade da música de Kurt na banda Nirvana. Enquanto estava na escola, Tove desenvolveu uma paixão pela música pop e pela composição, influenciada principalmente, pelo sucesso das cantores suecas Robyn e Lykke Li.
Ela cita a simplicidade e o peculiar conteúdo lírico do álbum IRM (2009) da cantora francesa Charlotte Gainsbourg, como a principal inspiração por trás de sua carreira na música, e disse que ele "abriu um novo mundo" para sua sabedoria musical. Suas outras influências musicais incluem Lana Del Rey, Amy Winehouse, The Weeknd, Jeff Buckley, Mikky Ekko e Silverchair.

## Imagem pública e vida pessoal
Tove Lo já disse em diversas entrevistas, que sempre insistiu em criar uma imagem pública para ela, que seja sinônimo de sua verdadeira identidade, e que ela não segue padrões e convenções sociais. Ela possui uma tatuagem de uma garota montada em uma abelha, na parte superior do seu braço esquerdo. A tatuagem é da capa do álbum Clear Hearts Grey Flowers do Jack Off Jill, que foi desenhado por Mark Ryden. Lo já disse em algumas entrevistas, que a tatuagem é uma homenagem à uma de suas primeiras bandas: 'Tremblebee', que marcou uma parte importante de sua vida, e a fez se apaixonar por se apresentar ao vivo.
Tove é abertamente feminista e apoia o movimento "Free The Nipple" (um dos motivos pelos quais ela não utiliza sutiã e mostra seus seios em seus shows). Durante turnês em 2015, Tove começou a mostrar seus seios em performances ao vivo, particularmente durante a música "Talking Body", e assim continuou em seus shows.  "Eu comecei mostrando apenas um pouco dos meus seios ou então apenas sendo um pouco audaciosa", ela disse para os jornalistas, "e todo mundo começou a ficar animado e ai em uma noite, eu apenas o fiz", ela disse ao MTV News, durante entrevista no festival Bonnaroo.  Ela já disse em diversas entrevistas, que está orgulhosa de seu corpo.
Em 2017, em entrevista à revista LGBT "Out", Lo se declarou bissexual, dizendo que se vê como bissexual, mas que nunca teve um relacionamento com uma mulher, esclarecendo uma entrevista anterior, onde ela havia dito que era uma "lésbica por hobby". Em uma entrevista à revista "Attitude" em janeiro de 2017, Tove se referiu à sua própria sexualidade em termos não binários: "ser aberto e possuir minha sexualidade em ambos os sentidos - tanto com homens como mulheres - acho que isso nunca foi um grande problema", ela diz, acrescentando ter tido muita sorte por ter crescido em um país liberal.

## Discografia
- Queen of the Clouds (2014)
- Lady Wood (2016)
- Blue Lips (2017)
- Sunshine Kitty (2019)
- Dirt Femme (2022)

## Prêmios e indicações
| Ano  | Cerimônia                      | Prêmio                                                  | Indicação                                  | Resultado | Ref.          |
| ---- | ------------------------------ | ------------------------------------------------------- | ------------------------------------------ | --------- | ------------- |
| 2014 | MTV Europe Music Awards        | Melhor Artista Sueca                                    | Tove Lo                                    | Venceu    | [ 56 ]        |
| 2015 | P3 Guld                        | Recém-chegado do Ano                                    | Tove Lo                                    | Venceu    | [ 57 ]        |
| 2015 | iHeartRadio Music Awards       | Melhor Letra                                            | "Habits (Stay High)"                       | Indicado  | [ 58 ]        |
| 2015 | YouTube Music Awards           | 50 artistas para assistir                               | Tove Lo                                    | Venceu    | [ 59 ]        |
| 2015 | VEVO Certified Awards          | 100,000,000 de visualizações                            | "Habits (Stay High)"                       | Venceu    |               |
| 2015 | VEVO Certified Awards          | 100,000,000 de visualizações                            | "Habits (Stay High) Hippie Sabotage Remix" | Venceu    |               |
| 2015 | Grammis                        | Artista do Ano                                          | Tove Lo                                    | Venceu    | [ 60 ]        |
| 2015 | Grammis                        | Música do Ano                                           | "Habits (Stay High)"                       | Venceu    | [ 60 ]        |
| 2015 | Grammis                        | Pop do Ano                                              | Queen of the Clouds                        | Indicado  | [ 60 ]        |
| 2015 | Danish Music Awards            | O Lançamento Internacional do Ano                       | Queen of the Clouds                        | Indicado  | [ 61 ]        |
| 2015 | Billboard Music Awards         | Música Mais Reproduzida (Audio)                         | "Habits (Stay High)"                       | Indicado  | [ 62 ]        |
| 2015 | Teen Choice Awards             | Choice Music: Artista Revelação                         | Tove Lo                                    | Indicado  | [ 63 ]        |
| 2015 | Rockbjörnen                    | Descoberta do Ano                                       | Tove Lo                                    | Venceu    | [ 64 ]        |
| 2015 | BMI London Awards              | Música do Ano                                           | "Habits (Stay High)"                       | Indicado  | [ 65 ]        |
| 2015 | MTV Europe Music Awards        | Melhor Artista Sueca                                    | Tove Lo                                    | Indicado  |               |
| 2015 | European Border Breakers Award | Álbum Sueco do Ano                                      | Queen of the Clouds                        | Venceu    |               |
| 2015 | American Music Awards          | Novo Artista do Ano                                     | Tove Lo                                    | Indicado  |               |
| 2015 | STIM                           | Platinagitarren                                         | Tove Lo                                    | Venceu    | [ 66 ]        |
| 2015 | Capricho Awards                | Novo Artista                                            | Tove Lo                                    | Venceu    | [ 67 ]        |
| 2016 | Golden Globe Awards            | Melhor Música Original                                  | "Love Me like You Do"                      | Indicado  | [ 68 ]        |
| 2016 | Grammy Award                   | Melhor Música Escrita Para Filme                        | "Love Me like You Do"                      | Indicado  | [ 69 ]        |
| 2016 | Critics' Choice Awards         | Melhor Música                                           | "Love Me like You Do"                      | Indicado  | [ 70 ]        |
| 2016 | iHeartRadio Music Awards       | Melhor Artista Novo                                     | Tove Lo                                    | Indicado  |               |
| 2016 | Teen Choice Awards             | Choice Music Single: Male                               | "Close"                                    | Indicado  | [ 71 ]        |
| 2016 | Teen Choice Awards             | Choice Music – Love Song                                | "Close"                                    | Indicado  | [ 71 ]        |
| 2016 | MTV Europe Music Awards        | Melhor Artista Sueca                                    | Tove Lo                                    | Indicado  |               |
| 2016 | Hollywood Music in Movies      | Melhor Música Original em um filme de Ficção Científica | "Scars"                                    | Indicado  | [ 71 ] [ 72 ] |
| 2016 | Hollywood Music in Movies      | Melhor Música Original em um filme de Ficção Científica | "Scars"                                    | Indicado  | [ 72 ]        |
| 2020 | Grammy Awards                  | Best Music Video                                        | "Glad He’s Gone"                           | Indicado  | [ 73 ]        |
| 2021 | MVF Awards                     | Best Music Video                                        | Are U Gonna Tell Her                       | Venceu    | [ 74 ]        |
| 2022 | MTV Europe Music Awards        | Best Nordic Act                                         | Tove Lo                                    | Indicado  |               |
| 2022 | P3 Guld                        | Artista do Ano                                          | Tove Lo                                    | Indicado  |               |
| 2022 | P3 Guld                        | Álbum do Ano                                            | "Dirt Femme"                               | Indicado  |               |
| 2022 | P3 Guld                        | Música do Ano                                           | "No One Dies From Love"                    | Indicado  |               |

## Turnês

#### Pessoais
- Queen of the Clouds Tour (2015)
- Lady Wood Tour (2017)

Colaborações
- Katy Perry - Prismatic World Tour (2014)
- Maroon 5 – Maroon V Tour (2016)
- Coldplay – A Head Full of Dreams Tour (2017)